# Guilherme Alvim Marinato
Guilherme Alvim Marinato (Cataguases, 12 december 1985) – voetbalnaam Guilherme – is een van oorsprong Braziliaans voetballer die zich in 2015 liet naturaliseren tot Rus. Hij sloot zich in 2002 aan bij CA Paranaense, waarvoor hij in 2005 debuteerde in het betaald voetbal.

## Interlandcarrière
Guilherme liet zich in november 2015 naturaliseren tot Rus. Hij debuteerde op 26 maart 2016 vervolgens in het Russisch voetbalelftal, toen hij halverwege een oefeninterland tegen Litouwen Stanislav Kritsjoek verving. Guilherme werd vervolgens ook opgenomen in de Russische selectie voor het Europees kampioenschap voetbal 2016 in Frankrijk. Daar werd de selectie onder leiding van bondscoach Leonid Sloetski in de groepsfase uitgeschakeld na een gelijkspel tegen Engeland (1–1) en nederlagen tegen Slowakije (1–2) en Wales (0–3). Guilherme kwam tijdens de eindronde niet in actie. Guilherme nam in juni 2017 met gastland Rusland als reservedoelman deel aan de FIFA Confederations Cup 2017, waar het in de groepsfase werd uitgeschakeld.
1 Akinfejev ·
2 Sjisjkin ·
3 Smolnikov ·
4 Ignasjevitsj ·
5 Neustädter ·
6 Aleksej Berezoetski ·
7 Joesoepov ·
8 Gloesjakov ·
9 Kokorin ·
10 Smolov ·
11 Mamajev ·
12 Lodygin ·
13 Golovin ·
14 Vasili Berezoetski ·
15 Sjirokov  ·
16 Guilherme Marinato ·
17 Sjatov ·
18 Ivanov ·
19 Samedov ·
20 Torbinski ·
21 Sjtsjennikov ·
22 Dzjoeba ·
23 Kombarov ·
Coach: Sloetski